# Caridina cantonensis
Caridina cantonensis е вид десетоного от семейство Atyidae. Видът не е застрашен от изчезване.

## Разпространение и местообитание
Разпространен е в Китай (Гуандун и Гуанси) и Хонконг.
Обитава сладководни басейни, реки и потоци.